# Селишће Суњско
Селишће Суњско је насељено место у општини Суња, Сисачко-мославачка жупанија, Хрватска, до нове територијалне организације у саставу бивше велике општине Сисак.

## Становништво
| Националност       | 1991.       |
| Хрвати             | 96 (98,96%) |
| Срби               | 0           |
| Југословени        | 0           |
| остали и непознато | 1 (1,03%)   |
| Укупно             | 97          |